# Sfumato

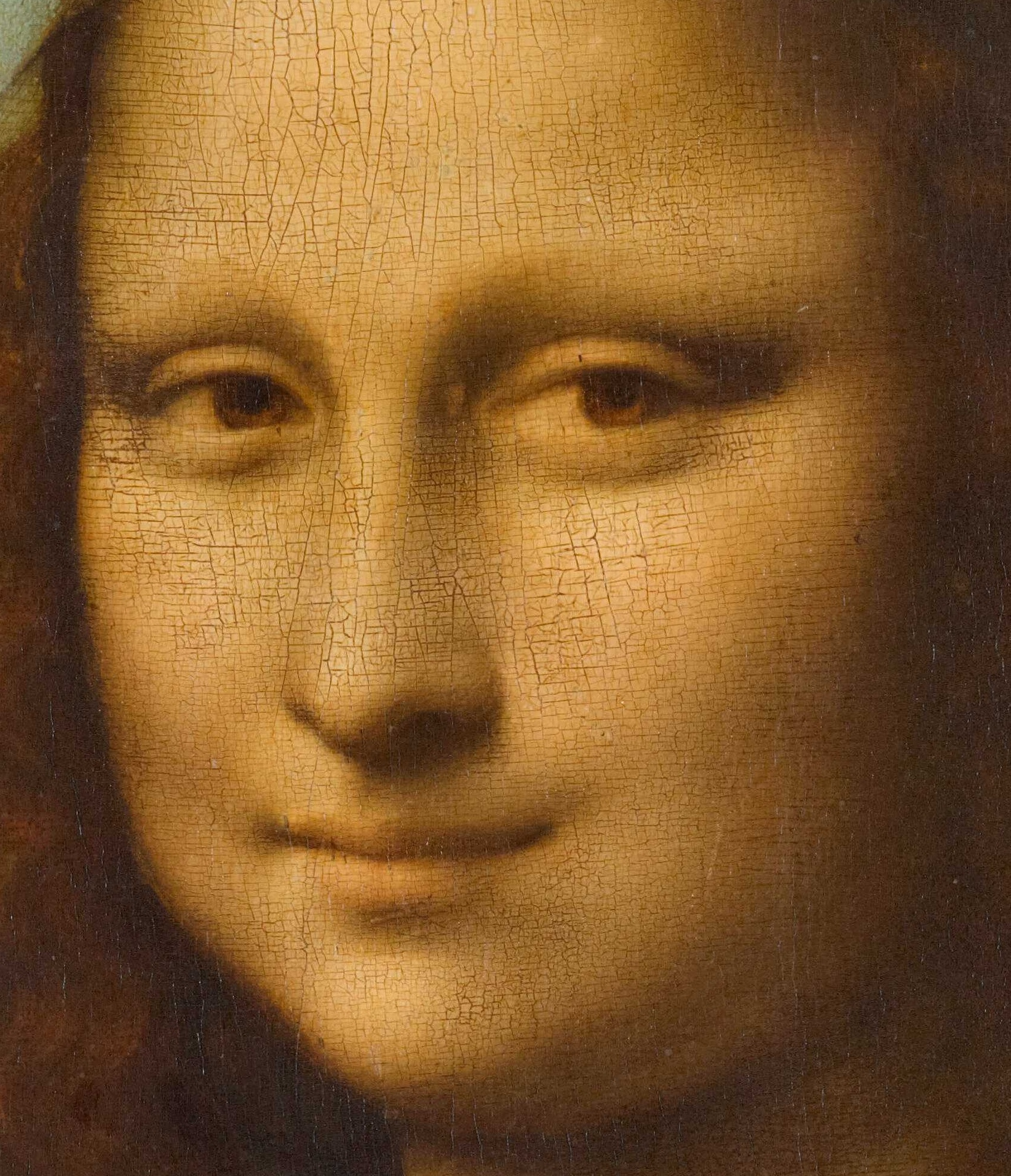
Detail obličeje Mony Lisy ukazuje techniku sfumato, zejména u stínování očí.

Sfumato je druh malířské techniky, ve které malíř překrývá průsvitné vrstvy barvy, aby vytvořil zjemněný prostorový dojem hloubky, objemu a tvaru. Míchá přitom barevné tóny tak jemně, že nejsou vidět žádná rozhraní mezi jednotlivými barevnými odstíny. Celá malba tak získá dojem jemného, jakoby kouřového oparu, ve kterém se ztrácejí ostré kontury i hranice vržených stínů – sfumato snižuje kontrast, zmírňuje nejjasnější místa (odlesky) a zviditelňuje nejtemnější stíny. Bylo používáno i jako stylistický prvek – ve snaze zjemnit rysy jemné (zejména ženské) tváře, paže a zbytku těla, nebo vytvořit specifickou, iluzorní atmosféru (i za cenu odklonu od realismu).

## Etymologie
Slovo sfumato znamená v italštině smíšený s vedlejším významem kouřový, je odvozeno od slova fumo, kouř. Leonardo popisoval sfumato jako „bez čar a ohraničení, na způsob kouře“. Přibližný český ekvivalent by mohl být „do ztracena“.

## Popis techniky
O sfumatu se téměř výhradně mluví ve spojitosti s olejomalbou, kde se ony průsvitné vrstvy tvoří lazurami. Jiné techniky (akvarel, akryl, tempery) lazury neumožňují nebo jen ve velmi omezené míře. Lazurování je poslední fází tvorby malby olejovými barvami (před ní následovaly základní skica tuhou, podmalba a samotná malba; popřípadě jsou všechny sjednoceny při přístupu alla prima). Sfumato nepatří mezi nejtěžší techniky, ale vyžaduje mít zvládnutou práci se štětcem, vedení tahu a dobrý úsudek o výsledném jasu takto změněné malby. Sfumato obnáší nanesení tmavé lazury a (stále ve vlhkém podkladu) následnou korekci bílou vrstvou – protože oba tyto nánosy nestačily zaschnout, smíchají se a srazí kontrast výsledného místa na malbě.

## Příklady malířů a maleb technikou sfumato
Technika sfumato přišla až v renesanci a je jednou ze čtyř „režimů“ malby v tomto období (zbývající tři jsou chiaroscuro, tangiante a unione).
Poprvé ji použil Leonardo da Vinci. Jedním z nejlepších příkladů této techniky je jeho Mona Lisa. Během několika let po jejím dokončení a ohlasu, který vyvolala, tuto techniku po da Vincim převzali i další malíři, zejména pak z oblasti severní Itálie.
Mezi další autory, kteří sfumato využívali, patří například Corregio a B. Est. Murillo.

## Příklad
Pro sfumato je nutné si uvědomit: smícháním modré a žluté barvy vznikne zelená. Žlutá tečka a modrá tečka vedle sebe na velkou vzdálenost pozorovaná - impresionismus, dá také zelenou. Sfumato barvy nemíchá - na bílý podklad se nanese film žluté, nechá uschnout, potom film modré a vznikne zelená. Čím hustější pigmentace v pojidle, tím tmavší je výsledná barva.Tyto dvě barvy mají komplementární vztah. Pakliže se pokračuje dál ve vrstvách, aby se dosáhlo výsledné barvy - musí se dokonale znát zákony komplementárních barev a vazeb nejen na další vrstvy pigmentů, ale i pojidla. Stačí maličká chyba a obraz se zhroutí.
Závěr: Světlo proniká obrazem - vrstvou filmů barev - topolové dřevo, sádra, změní svoje spektrální vlastnosti a teprve nyní vnímáme onu konkrétní výslednou barevnost.